# Іванівка (Каховський район)
Іва́нівка (колишня назва — Терен) — село в Україні, у Присиваській сільській громаді Каховського району Херсонської області. Населення становить 1128 осіб.

## Історія
Станом на 1886 рік в колонії мешкала 1061 особа, налічувався 161 двір, існували православна церква, школа, лавка.
Під час організованого радянською владою Голодомору 1932—1933 років померло щонайменше 4 жителі села.
24 лютого 2022 року село тимчасово окуповане російськими військами під час російсько-української війни.

## Населення
Згідно з переписом УРСР 1989 року чисельність наявного населення села становила 1260 осіб, з яких 595 чоловіків та 665 жінок.
За переписом населення України 2001 року в селі мешкало 1128 осіб.

### Мова
Розподіл населення за рідною мовою за даними перепису 2001 року:
| Мова       | Відсоток |
| ---------- | -------- |
| українська | 96,19 %  |
| російська  | 3,01 %   |
| білоруська | 0,53 %   |
| молдовська | 0,09 %   |